# المنظمة المركزية للسيطرة القياسية للأدوية
المنظمة المركزية للسيطرة القياسية للأدوية (بالإنجليزية: Central Drugs Standard Control Organization)‏ وهي الهيئة التنظيمية الوطنية للمستحضرات الصيدلانية والأدوات الطبية في الهند، وتقدم وظيفة مشابهة لما تقدمه إدارة الغذاء والدواء في الولايات المتحدة ووكالة الأدوية الأوروبية في الاتحاد الأوروبي ووكالة الأدوية والأجهزة الطبية في اليابان والوكالة التنظيمية للأدوية ومنتجات الرعاية الصحية في المملكة المتحدة.
المنظمة تابعة لوزارة الصحة ورعاية الأسرة الهندية.
على الرغم من أن للمنظمة سجل جيد مع منظمة الصحة العالمية، فقد اتهمت أيضًا بالتواطؤ السابق مع خبراء طبيين ومستقلين وشركات أدوية مستقلة.